# Felipe Caicedo
Felipe Salvador Caicedo Corozo (Guayaquil, 5 september 1988) is een Ecuadoraans voetballer die doorgaans als aanvaller speelt. Hij tekende in augustus 2017 een contract tot medio 2020 bij SS Lazio, dat hem overnam van RCD Espanyol. Caicedo debuteerde in 2005 in het Ecuadoraans voetbalelftal.

## Clubcarrière
Op zeventienjarige leeftijd haalde FC Basel Caicedo weg uit Ecuador. In twee seizoenen scoorde hij 11 doelpunten in 45 wedstrijden voor de Zwitserse club. Op 31 januari 2008 tekende hij een 4,5-jarig contract bij Manchester City. Hij debuteerde op 10 februari 2008 in de derby tegen Manchester United. In zijn eerste seizoen speelde hij tien wedstrijden voor The Citizens. Telkens kwam hij als invaller in het veld. Hij maakte zijn eerste doelpunt voor City in de UEFA Cup, tegen Racing Santander.
In de zomertransferperiode trok Manchester City voor vele miljoenen drie nieuwe aanvallers aan, Roque Santa Cruz, Emmanuel Adebayor en Carlos Tévez. Daarom ging Caicedo op zoek naar een nieuwe club. Op 23 juli 2009 bereikte Caicedo een akkoord met Sporting Lissabon. Het was de bedoeling om Caicedo een volledig seizoen uit te lenen, maar hij kwam amper aan spelen toe in de Portugese hoofdstad. Daarom werd er een andere oplossing gezocht. Málaga CF toonde interesse en City hapte toe. In zes maanden scoorde Caicedo vier doelpunten in zestien optredens voor de Spaanse club. Het daaropvolgende seizoen (2010/11) werd hij uitgeleend aan Levante. Bij die club scoorde hij 13 keer in 27 wedstrijden.
Op 25 juli 2011 tekende hij een vierjarig contract bij de Russische topclub Lokomotiv Moskou, dat een bedrag van zevenenhalf miljoen euro op tafel legde voor de beloftevolle aanvaller. Hij debuteerde voor Lokomotiv op 14 augustus 2011 tegen Volga Nizjni Novgorod. Op 28 augustus 2012 scoorde hij zijn eerste doelpunt in de Premjer-Liga tegen FK Koeban Krasnodar. Op 20 oktober 2011 maakte hij zijn eerste Europese doelpunt tegen het Griekse AEK Athene. Caicedo vertrok na drie seizoenen uit Rusland en tekende een contract bij het Arabische Al-Jazira Club.

## Interlandcarrière
Caicedo debuteerde op zestienjarige leeftijd in het Ecuadoraans voetbalelftal. Hij mocht op 4 mei 2005 onder leiding van bondscoach Luis Fernando Suárez voor het eerst opdraven in de nationale ploeg in een oefeninterland tegen Paraguay, net als José Luis Cortez. Hij maakte op 25 maart 2007 zijn eerste doelpunt voor Ecuador, in een oefeninterland tegen de Verenigde Staten. Suárez nam hem later dat jaar ook mee naar de Copa América 2007, waarop hij twee keer inviel.
Caicedo scoorde op 13 juli 2011 twee keer tegen Brazilië in de Copa América 2011. De Brazilianen wonnen desondanks met 4–2. Hij maakte zeven doelpunten voor Ecuador in WK-kwalificatiewedstrijden tegen Bolivië, Uruguay, Chili (tweemaal), Paraguay en nogmaals Uruguay en Chili. Caicedo kwam ook in actie voor Ecuador op het WK 2014 in Brazilië.

## Erelijst
| Coppa Italia | 1x | 2018/19 |
| Supercoppa   | 1x | 2019    |

2 Gigot ·
3 Pellegrini ·
4 Patric ·
5 Vecino ·
6 Rovella ·
7 Dele-Bashiru ·
8 Guendouzi ·
9 Pedro ·
10 Zaccagni  ·
11 Castellanos ·
13 Romagnoli ·
14 Noslin ·
18 Isaksen ·
19 Dia ·
20 Tchaouna ·
22 Castrovilli ·
23 Hysaj ·
26 Bašić ·
28 Anderson ·
29 Lazzari ·
30 Tavares ·
34 Gila ·
35 Mandas ·
77 Marušić ·
92 Akpa Akpro ·
94 Provedel ·
Coach: Baroni
1 Banguera ·
2 Guagua ·
3 Erazo ·
4 Paredes ·
5 Ibarra ·
6 Noboa ·
7 Montero ·
8 Méndez ·
9 Martínez ·
10 W. Ayoví ·
11 Caicedo ·
12 Bone ·
13 E. Valencia ·
14 Castillo ·
15 Arroyo ·
16 A. Valencia ·
17 J. Ayoví ·
18 Bagüí ·
19 Saritama ·
20 Rojas ·
21 Achilier ·
22 Domínguez ·
23 Gruezo ·
Coach: Rueda